# Kaltenberg (Górna Austria)
Kaltenberg – miejscowość i gmina w Austrii, w kraju związkowym Górna Austria, w powiecie Freistadt. Liczy 628 mieszkańców.

## Współpraca
Miejscowość partnerska:
- Lünen, Niemcy